# 人民论坛报

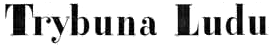
《人民论坛报》标志

《人民论坛报》（波蘭語：Trybuna Ludu）是波兰历史上的一份报纸，为波兰统一工人党中央委员会机关报。1948年12月16日，该报在华沙创刊。该报是在波兰工人党与波兰社会党左翼合并为波兰统一工人党后，由两党的机关报《人民之声报》和《工人报》合并而成的。该报为日报，每周出版6期，每期10版，星期日和重大节日休刊。最高发行量达97万份。该报作为波兰统一工人党的喉舌，在战后波兰的党政生活中发挥了重要作用。1990年，波兰统一工人党解散后，《人民论坛报》改名为《论坛报》，并成为波兰共和国社会民主党的机关报。